# Petroupec
Petroupec je část obce Petroupim v okrese Benešov. Nachází se na severovýchodě Petroupimi. V roce 2009 zde bylo evidováno 20 adres. Petroupec leží v katastrálním území Petroupim o výměře 9,51 km².

## Historie
První písemná zmínka o vesnici pochází z roku 1318.